# تجارة الأسماك الحية

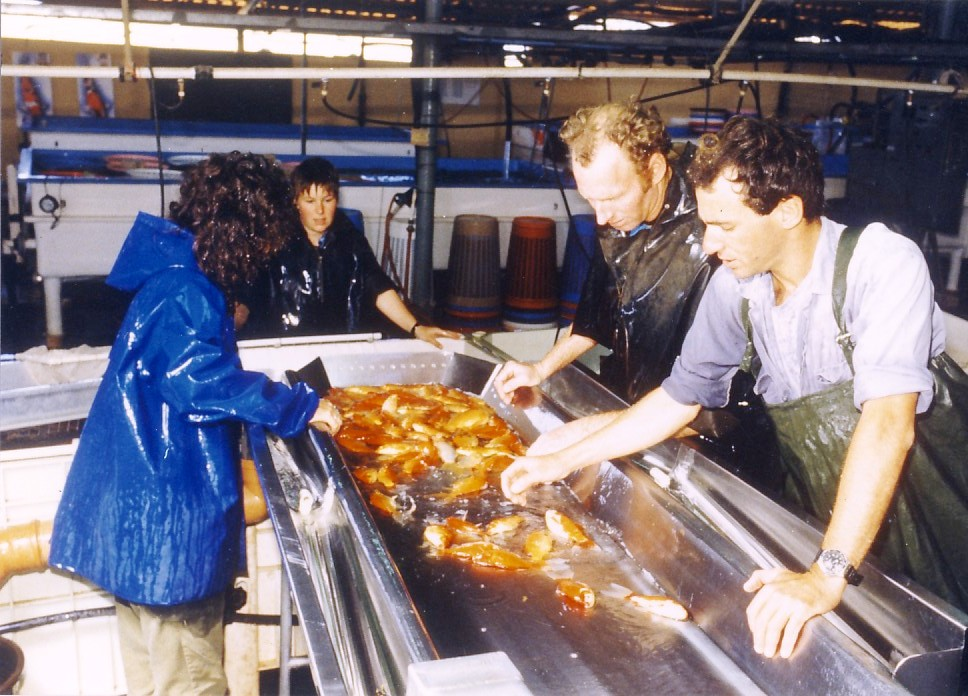
خط إنتاج أسماك الزينة الحية

يمكن أن تشير تجارة الأسماك الحية إلى تجارة أسماك الطعام الحي (للاستهلاك البشري) أو إلى تجارة أسماك الزينة (لأحواض الأسماك). يمكن أن تأتي الأسماك من العديد من الأماكن، لكن معظمها يأتي من جنوب شرق آسيا.
تجارة أسماك الطعام الحية هي نظام عالمي يربط مجتمعات الصيد بالأسواق، ولا سيما في هونغ كونغ وبر الصين الرئيس. تُصاد العديد من الأسماك في الشعاب المرجانية في جنوب شرق آسيا أو دول جزر المحيط الهادئ.

## طلب المستهلك

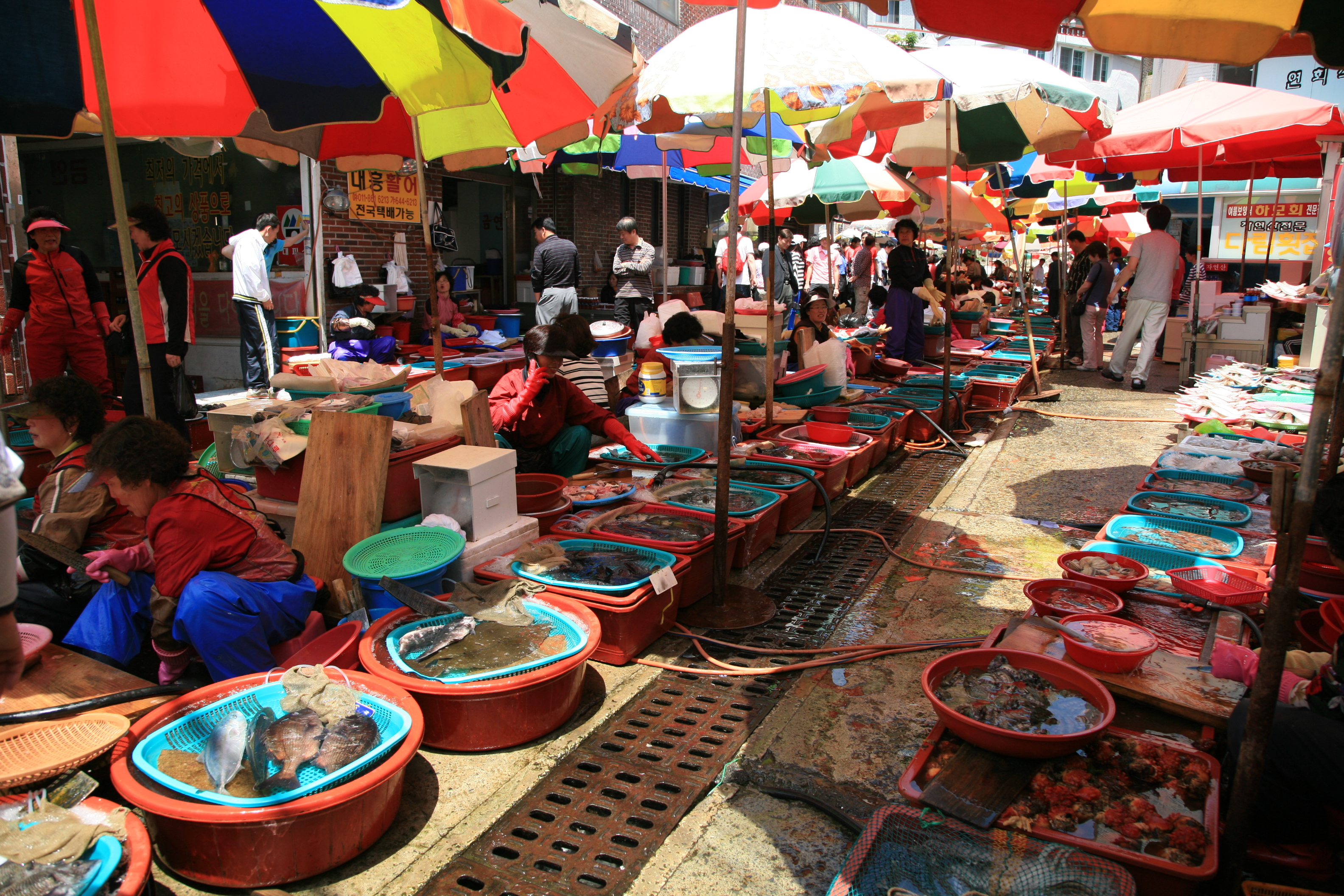
سوق الأسماك الحية في تونغيونغ، كوريا

تتضمن تجارة الأغذية الحية أنواع معينة من الأسماك يطلبها المستهلكون بكثرة، خاصة الأسماك الصغيرة والمتوسطة الحجم. وفقًا لكتاب (حتى نفاذ الكمية: تجارة الأسماك الحية في الشعاب المرجانية - While Stocks Last: The Live Reef Food Fish Trade)، تَسبَّب طلب المستهلكين للأسماك التي تُصاد في الشعاب المرجانية بجعلها الأسماك الأكثر قيمة في التجارة. فالمستهلكون مهمون لأنهم يشترون هذه الأنواع من الأسماك مباشرةً في المطاعم والمتاجر. بالإضافة إلى هذه الأنواع من الأسماك، يُستخدَم العديد من الأسماك الصغيرة في تجارة الأغذية الحية. هناك أيضًا تفضيلات ثقافية وإقليمية بين المستهلكين، مثلًا، يفضل المستهلكون الصينيون غالبًا أن تكون أسماكهم حمراء اللون معتقدين أن اللون ميمونٌ. تؤثر هذه التفضيلات حتمًا في التنوع البيولوجي للحياة البحرية ما يجعل العثور على أنواع معينة من الأسماك أندر.
تجارة أغذية الأسماك الحية هي تجارة مربحة. وفقًا للبروفيسور بجامعة واشنطن باتريك كريستي، فإن تصدير الأسماك الحية التي تُصاد كغذاء يُكسب حوالي 6000 دولار للطن. للمساعدة في إعالة أنفسهم وعائلاتهم، يستخدم الصيادون في أوقيانوسيا وجنوب شرق آسيا أحيانًا طرق صيد غير قانونية. ومع أن الكثيرين يشعرون أن الأسماك تستحق التكلفة، فإن العشاء النموذجي يمكن أن يُكلّف ما يصل إلى مئة دولار للكيلوغرام الواحد. تتراوح قيمة بيع هذه الأسماك بالجملة من أحد عشر دولارًا أمريكيًا إلى ثلاثة وستون دولارًا أمريكيًا للكيلوغرام الواحد، ما يعني أن هناك إمكانية كبيرة لزيادة سعر وقيمة إعادة البيع -تقدر هونغ كونغ وحدها بحوالي 400 مليون دولار أمريكي سنويًا-. نظرًا لأن هذه التجارة تَستَخدم في كثير من الأحيان طرقًا غير قانونية للصيد (باستخدام السيانيد)، فلا توجد وسيلة مؤكدة لمعرفة مقدار الأموال التي تُجنى كل عام من تجارة الأسماك الحية. مع أن التقديرات تشير على الأرجح إلى أكثر من مليار دولار أمريكي كل عام.
غالبًا ما يكون المستهلكون على استعداد لدفع مبالغ كبيرة من المال لشراء الأسماك النادرة والطازجة. ذكرت صحيفة ذا إيكونوميست أن سبعة عمال مطبخ قطّعوا سمكة هامور بالغ وزنها 500 رطل ويقّدر عمرها بأكثر من قرن، إلى شرائح في حوالي نصف ساعة. كان من المتوقع أن تُدر حوالي 15000 دولار.

## طرق السوق والتجارة
يقع مركز تجارة الأسماك للأغذية الحية في هونغ كونغ، إذ يساهم مستهلكو هذه الأسواق بـ 400 مليون دولار من قيمة الصفقات العالمية المقدرة بمليار دولار. تضمنت الواردات الإجمالية المتدفقة إلى هونغ كونغ 10153 طنًا متريًا، أُعيدَ تصدير 30% منها إلى بر الصين الرئيس. تشمل الأسواق الرئيسة الأُخَر سنغافورة وبر الصين الرئيس وتايوان. والموردون الرئيسون للأسماك البرية هم إندونيسيا (التي تمثل ما يقرب من 50% من واردات هونغ كونغ) وتايلاند وماليزيا وأستراليا وفيتنام. ومع ذلك، تقود تايوان وماليزيا المهمة نحو تربية الأسماك الحية المتخصصة في صناعة «تَحصد سنويًا على الأرجح مليارات الأطنان المترية». تزداد شعبية تربية الأسماك الحية مع ازدهار مذاق الأسماك الحية في جميع أنحاء جنوب آسيا وتتطلع البلدان إلى أن تصبح أكثر وأكثر استدامة، وهذا واضح في الدول التي فيها أعداد كبيرة من الصينيين مثل إندونيسيا وماليزيا.
هونغ كونغ والصين هما السوقان المهيمنان على الأسماك الحية، بالإضافة إلى المدن الأُخَر في المنطقة التي تضم أعدادًا كبيرة من الصينيين، بما في ذلك سنغافورة وكوالالمبور. في جنوب شرق آسيا، تستهلك سنغافورة وحدها 500 طن من الأسماك المرجانية الحية سنويًا. فقد ارتفعت الصادرات من جنوب شرق آسيا إلى أكثر من 5000 طن في عام 1995 من 400 طن في عام 1989. ومع ذلك، في عام 1996، انخفضت الصادرات بنسبة 22%. وشهدت إندونيسيا، التي تمثل أكثر من 60% من الحصاد، انخفاضًا في الصادرات بأكثر من 450 طنًا. في نفس العام، شهدت دول أُخَر في جنوب شرق آسيا انخفاضات مماثلة في مخزون الأسماك المرجانية الحية المستخدمة في الغذاء. في عام 1996، انخفضت صادرات الفلبين إلى النصف، في حين انخفضت صادرات ماليزيا بأكثر من 30%. ويعزى هذا الانخفاض في الاصطياد إلى الكميات المفرطة من الأسماك التي تُصاد للتصدير وتدهور الشعاب المرجانية نتيجة لهذه الإجراءات.